# Wehrmachthuisje

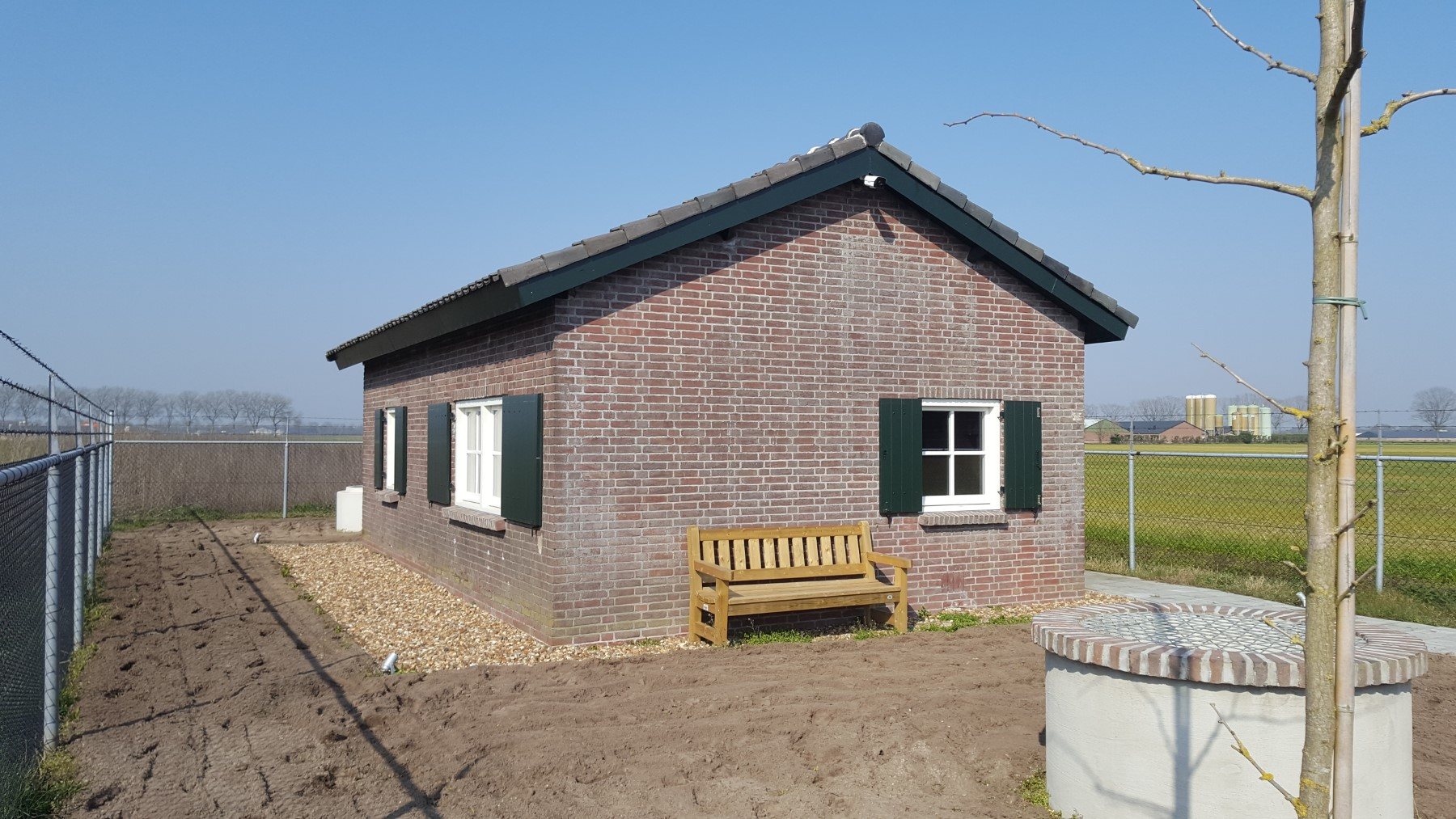
Het gerestaureerde Wehrmachthuisje in Someren-Heide

Een Wehrmachthuisje is tijdens de Tweede Wereldoorlog gebouwd in opdracht van de Duitse Wehrmacht. Om Duitsland te verdedigen had Generaal Josef Kammhuber een verdedigingslinie opgezet. De geallieerden noemden het de "Kammhuberlinie". Als de geallieerde bommenwerpers overkwamen werden ze met de lichtbundel van een zoeklicht gevangen om vervolgens met een nachtjager neergehaald te worden. De 6 à 8 soldaten die zo'n zoeklicht bedienden, kregen onderdak in zo'n Wehrmachthuisje, dat een afmeting had van ongeveer 8 bij 5 meter.
Omdat er na de oorlog een woningnood was, werden Wehrmachthuisjes als noodwoning gebruikt, vaak door grote gezinnen.
Na de woningnood zijn enkele Wehrmachthuisjes gebruikt voor permanente bewoning. Deze zijn dan uitgebreid en vaak niet meer te herkennen. Vele huisjes zijn verdwenen en sommige zijn behouden als ruïne of zijn gerestaureerd. Voorbeelden hiervan zijn te bezichtigen in onder andere Someren-Heide, Asten-Heusden en Nunhem.